# Ee (Noardeast-Fryslân)
Ee (Fries, officieel: Ie, [i.ə]) is een dorp in de gemeente Noardeast-Fryslân, in de Nederlandse provincie Friesland. Ee ligt ten oosten van Dokkum, tussen Metslawier en Engwierum. Het dorp ligt aan de N358, even ten noorden van het Dokkumergrootdiep. Via de Eesteropvaart is het dorp verbonden met de Zuider Ee.
Ee is de kortste plaatsnaam in Nederland, de enige ook met slechts twee letters. In 2023 telde het dorp 850 inwoners. Onder het postcodegebied van het dorp vallen de buurtschappen Brandeburen, Dijkshorne (deels), Groot Medhuizen (grotendeels), Klein Medhuizen, Oudeterp, Steenvak en Tibma.

## Beschermd dorpsgezicht
Ee is een beschermd dorpsgezicht en daarmee een van de beschermde stads- en dorpsgezichten in Friesland. Het dorp heeft meerdere rijksmonumenten en er zijn verschillende typen boerderijen te vinden.

## Geschiedenis
Het dorp is ontstaan op een terp die werd opgeworpen enkele eeuwen voor de christelijke jaartelling op een kwelderwal in een landschap van kreken en zeearmen. Uit archeologische vondsten is gebleken dat het dorp waarschijnlijk al bestond aan het begin van de jaartelling. De radiale terp is goed intact gebleven en is vrij dicht bebouwd geraakt.
In 1450 en 1558 werd de plaats vermeld als Ee en in 1786 als Ee ofte Ea. De plaatsnaam is afgeleid van het water Ee dat er stroomde voordat dit Dokkumergrootdiep werd. Het is niet onmogelijk dat het dorp er oorspronkelijk een andere naam voor heeft gehad. De variant Ee/Ie op de waternaam Aa ontwikkelde zich in de late middeleeuwen in Friesland en West-Friesland.
Per 1 januari 1812 was Ee een zelfstandige gemeente, totdat deze op 1 oktober 1816 opging in de gemeente Oostdongeradeel. Die ging in 1984 op in de gemeente Dongeradeel en deze ging zelf in 2019 op in de gemeente Noardeast-Fryslân.

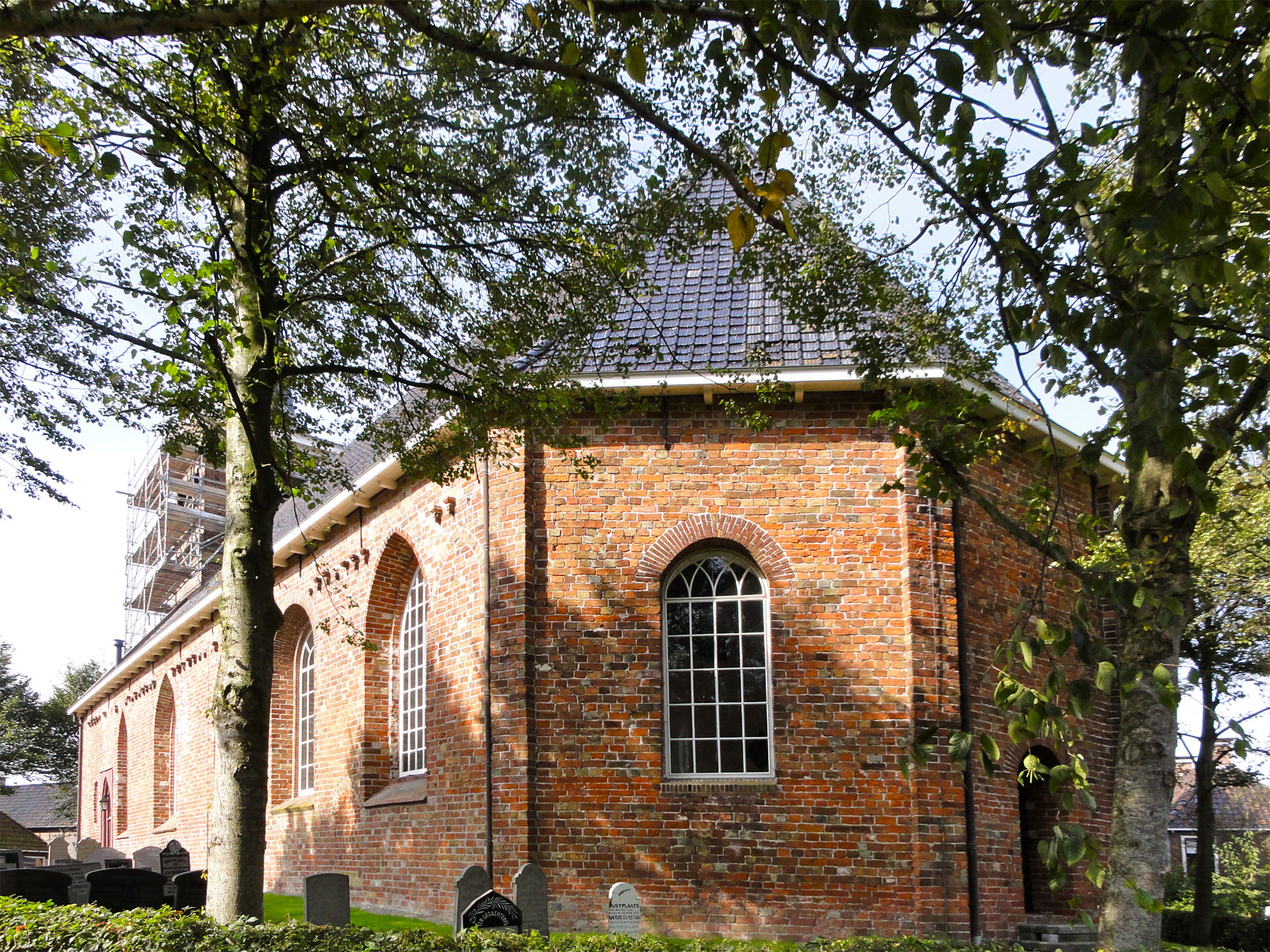
Sint-Gangulfuskerk van Ee anno 2010

## Kerk
De Kerk van Ee is een Nederlands Hervormde kerk, die ook wel de Sint-Gangulfuskerk wordt genoemd en dateert uit circa 1220. Of de kerk echt aan Gangulfus is gewijd, is onduidelijk. Zowel Gangulfus als de abt Jarich worden als mogelijke beschermheiligen van de kerk genoemd. De kerk is meerdere malen verbouwd. Zo werd in de 16e eeuw de kap van de kerk verhoogd en verdwenen de gewelven. De kerktoren van de kerk dateert uit 1867.

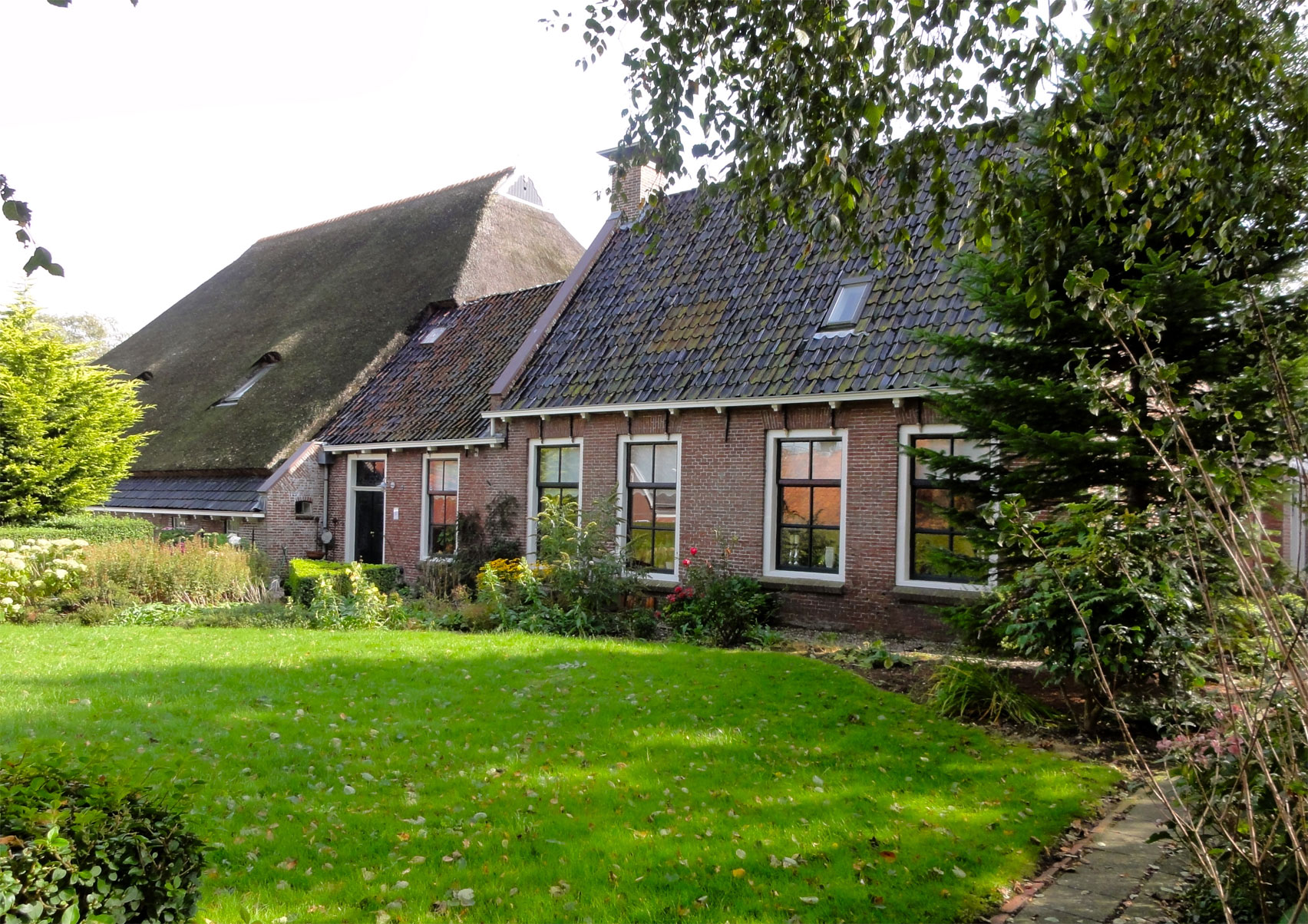
Unia Zathe

## Gasveld
In 2011 werd nabij Ee een groot gasveld ontdekt, dit is het gasveld Metslawier-zuid.

## Sport
Het dorp kent samen met Oostrum en Engwierum de voetbalvereniging VV Oostergo, die de thuisbasis heeft in Ee. Verder is er in het dorp de kaatsvereniging De Trochsetters, Tennisclub Ee, volleybalvereniging Oer 't Net en de gymnastiekvereniging Wéz Fluch.

## Cultuur
Vlasmuseum It Braakhok, een museum over vlasbewerking, waar vrijwilligers dit oude ambacht demonstreren.
Het dorp heeft een dorpshuis, een zangvereniging en een drumband. Samen met Engwierum heeft Ee sinds 2013 de Lauwersfanfare, daarvoor had Ee zelf een fanfarekorps.

## Onderwijs
Het dorp heeft een basisschool, De Gearing geheten.

## Geboren in Ee
- Foeke Sjoerds (1713-1770), schoolmeester en geschiedschrijver
- Jan Keuning (1850-1926), onderwijzer, schrijver en journalist
- Nyckle Haisma (1907-1943), schrijver
- Eelkje Tuma (1966-), schrijfster